# Tinea basifasciella
Tinea basifasciella är en fjärilsart som beskrevs av Émile Louis Ragonot 1895. Tinea basifasciella ingår i släktet Tinea och familjen äkta malar. Inga underarter finns listade i Catalogue of Life.